# Pavlovecina
Pavlovecina es un género de foraminífero bentónico de la familia Keramosphaeridae, de la superfamilia Soritoidea, del suborden Miliolina y del orden Miliolida. Su especie tipo es Keramosphaera allobrogensis. Su rango cronoestratigráfico abarca el Berriasiense (Cretácico inferior).

## Clasificación
Pavlovecina incluye a la siguiente especie:
- Pavlovecina allobrogensis †